# Messicobolus semiserratus
Messicobolus semiserratus är en mångfotingart som beskrevs av Loomis 1966. Messicobolus semiserratus ingår i släktet Messicobolus och familjen Messicobolidae. Inga underarter finns listade i Catalogue of Life.